# Dikika
Dikika és un famós jaciment paleoantropològic situat al sud del riu Awash, a la Depressió d'Àfar, a Etiòpia. Se l'anomena així pel turó on es troba. Des de del 1972, Dikika ja era una àrea d'estudi, coneguda per un dipòsit fòssil rellevant després d'observacions fetes pel geòleg americà Jon Kalb en una expedició a Àfar. L'àrea, però, només va rebre atenció mundial el 2000 quan Zeresenay Alemseged va trobar un esquelet d'homínid ben preservat com a part del seu projecte d'investigació a Dikika, començat el 1999. El fòssil va rebre el nom científic DIK 1-1 i es considera l'exemplar més complet i ben preservat d'Australopithecus afarensis. La troballa va rebre el nom de Selam ('pau' en etíop). A més, en la rodalia de Dikika i del jaciment d'Hadar, situat més al nord, es trobaren fòssils d'homínids, incloent-hi alguns de famosos com Lucy i Ardi (una femella d'Ardipithecus ramidus).

## Regió
Els jaciments arqueològics de l'est d'Àfrica permeten una datació radiomètrica precisa utilitzant argó. Sembla que la bona preservació dels jaciments d'aquesta àrea permet inferir associacions. Entre els jaciments més estudiats en l'est d'Àfrica hi ha la formació de l'Hadar.

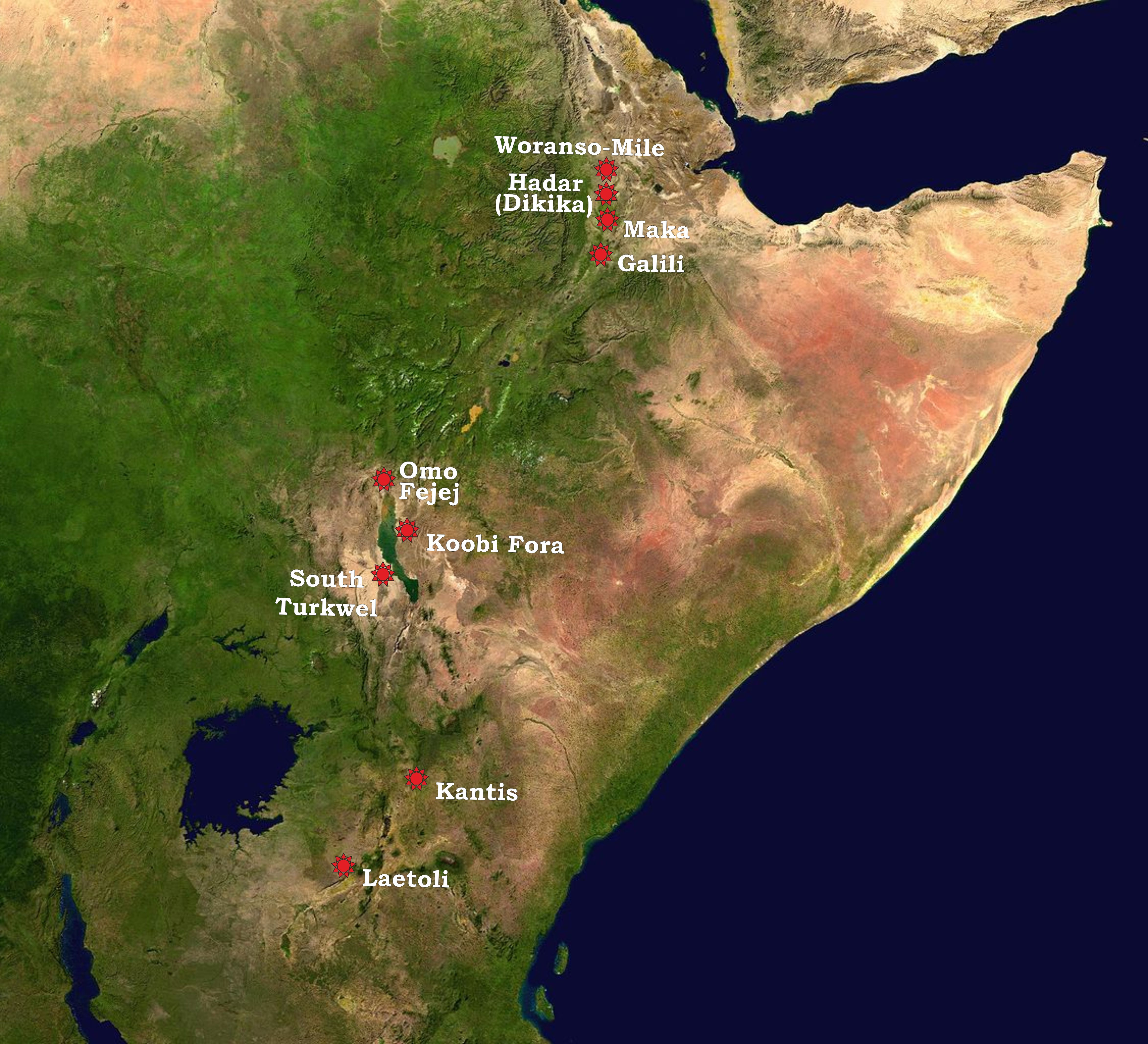
Ubicació de Dikika en el Triangle d'Àfar

Curiosament, entre el 1974 i el 1976, tres mostres d'homininis, posteriorment descrits com a A. afarensis, hi va trobar Donald Johanson, incloent-hi el famós fòssil d'A. afarensis, Lucy. Després d'aquest període, cap investigació paleontològica ni geològica es feu al sud-est de l'Awash fins a les expedicions del Dikika Research Project, dirigit per l'investigador Zeresenay Alemseged a la primeria dels 2000.
L'àrea d'Hadar es va fer vital per als coneixements sobre l'Australopithecus afarensis. La gran quantitat de fòssils i evidències d'homininis, en conjunt amb l'estratigrafia de la regió, va permetre diverses anàlisis relacionades amb el dismorfisme sexual i tendències de variació morfològica i mètrica d'A. afarensis. Tanmateix, els fòssils trobats al jaciment de Dikika, dins la gran regió d'Hadar, presenten una alta variació en relació amb altres exemplars d'A. afarensis, i fan dubtar de la seua identificació.

## Principals exemplars
El jaciment de Dikika és conegut pel descobriment de fòssils identificats com Australopithecus afarensis. Entre els principals fòssils n'hi ha: 
- DIK-1-1 (Selam): descrit com a Australopithecus afarensis, femella de 3 anys. El fòssil inclou un crani i altres parts de l'esquelet.

- DIK 2-1: descrit com a Australopithecus afarensis, amb mandíbula i dents.

### DIK-1-1 (Selam): morfologia i ontogènia
Aquest fòssil es considera el més complet i ben preservat de tots els exemplars d'Australopithecus afarensis. El fòssil conserva parts d'esquelet abans desconegudes per a aquesta espècie, com un conjunt complet de tarsos, ossos hioides (un dels únics registres entre tots els fòssils homínids) i escàpula.
El crani i alguns elements de l'esquelet axial articulat van ser recuperats d'un mateix bloc de matriu de gres, i se'n trobaren parts separades del postcrani.
A través de l'anàlisi d'aquesta ossada, es va poder datar el fòssil en uns 3.000.032 d'anys, i que també era una xiqueta d'uns 3 anys. A més, es pogué estudiar l'ecologia d'aquesta espècie i l'evolució del nostre clade.
En el fòssil, el crani estava pràcticament intacte, tret de parts de l'escama frontal i dels ossos parietals; la mandíbula estava completa i encara articulada amb el crani, tot i haver lliscat cap enrere alguns centímetres. Totes les dents temporals ja havien eixit i estaven preservades, tret de les corones dels incisius inferiors esquerres. També era identificable un os hioide, ben preservat a sota del paladar, amb morfologia semblant a la d'un mico africà.
Sobre les dents, amb tomografia computada, es van verificar dents encara no eruptives (que serien les dents permanents que "naixen" després de la caiguda de les temporals), però totalment formades, com les corones dels primers molars amb evidència d'arrel formant-se, les corones parcials dels segons molars, premolars, ullals permanents i corones dels incisius. Cal dir que les informacions dentàries són les que més van ajudar a determinar l'edat i sexe del fòssil.
El volum de l'endocrani es va amidar amb equacions de regressions, i sembla que el fòssil DK-1-1 tenia uns 275 a 330 cm3, que correspondria entre el 65% i el 88% del volum total d'un A. afarensis adult, com dels exemplars A.L. 417-1 i A.L. 444-2.
Els elements postcranials recuperats consistien en dues escàpules i clavícules, les vèrtebres cervicals, toràciques i les dues primeres lumbars, i algunes costelles. Els elements de membres superiors incloïen un fragment distal de l'húmer dret, amb un petit epitrocli medial no fos; radis de la mà amb falanges proximals, intermèdies i distals. Dels membres inferiors, se'n trobà el fèmur distal i tíbia proximal, amb bona part de les diàfisis preservada, les dues ròtules presents, i l'extremitat distal de la tíbia i del peroné encara es trobava parcialment articulada amb el peu.

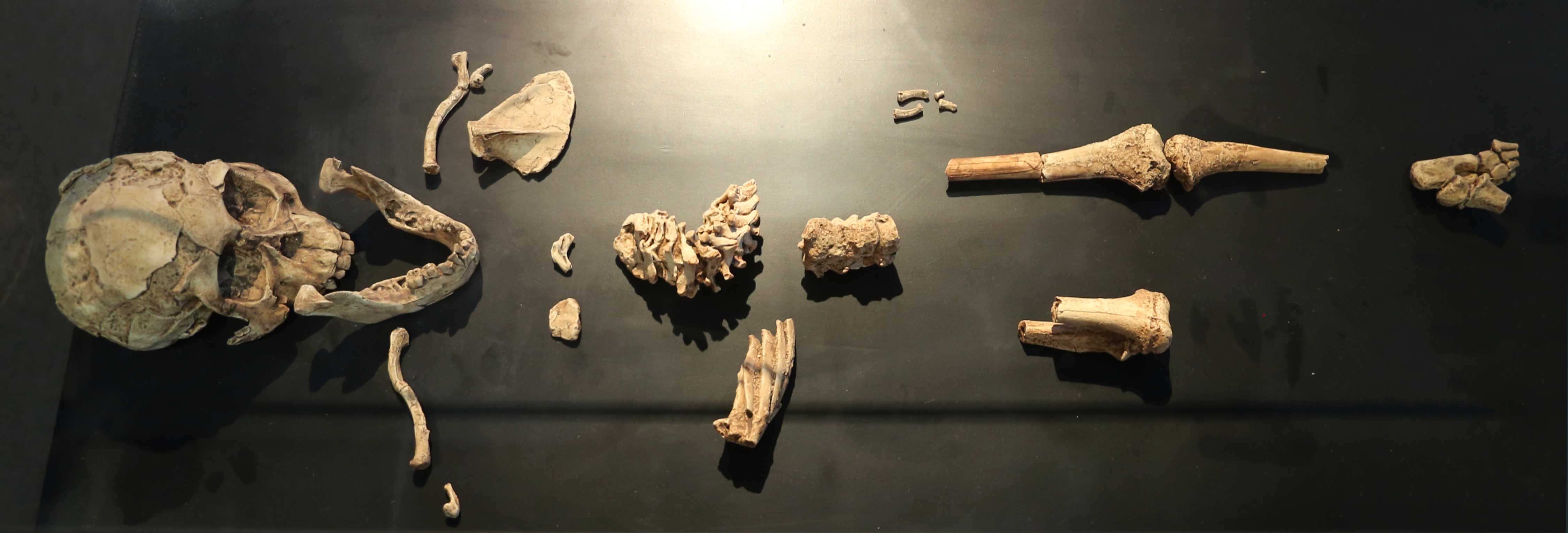
Elements trobats en el fòssil DIK-1-1

#### Estudis ecològics i filogenètics
La major proximitat entre A. afarensis i humans o micos és molt debatuda, perquè algunes característiques dels fòssils apunten a la primera possibilitat, i altres elements n'apunten cap a l'altra.
Un dels majors debats sobre això sorgeix de la incertesa que el fòssil DIK-1-1 genera sobre la manera de locomoció d'A. afarensis, bé bipedal o arborícola. Els trets que apunten cap a un comportament bípede s'observen en els membres inferiors i peus. Es verificà la presència d'un angle bicondilar en el fèmur, relacionat amb el bipedisme. L'os calcani del fòssil és robust, semblant al trobat en humans, i la seua regió distal és mediolateralment més ampla que la dorsoplantar, diferent dels ximpanzés. L'origen del múscul lateral de la tíbia s'assembla al dels humans moderns, i la part superior lateral d'aquest os és còncava.
Tanmateix, moltes característiques dels membres superiors apunten a un possible comportament arborícola. S'observa una escàpula amb característiques, com ara l'orientació de la fossa glenoide, que s'assembla la dels goril·les, així com una profunda fossa olecraniana i falanges de les mans llargues i corbes (que ajudarien a penjar-se). Un altre argument utilitzat és que DIK-1-1 va ser descobert en una subàrea més humida, arboritzada i tancada, que podria indicar comportament de penjar-se per a moure's.
Altres característiques apunten que els incisius cèntrics superiors decidus són majors que els laterals i la seua morfologia general és semblant a la de micos joves. En contrapartida, DIK-1-1 contrasta amb els goril·les en la fossa supraespinosa més estreta i la columna menys inclinada, i en aquestes característiques és intermedi entre els micos africans i els humans.
Es verifica una dicotomia en el pla corpori d'A. afarensis, amb parts inferiors del cos més derivades i adaptades a la locomoció bipedal, sumat a parts superiors del cos que s'assemblen a la de micos arborícoles, per tant, no hi ha un consens sobre el seu hàbit de vida.

### DIK-2-1
El fòssil DIK-2-1 es va trobar a la regió DIK-2 de Dikika. Fou el primer exemplar trobat en el membre basal de la Formació Hadar. Així, l'edat mínima del fòssil és 3,4 milions d'anys. El fòssil inclou un fragment de la mandíbula esquerra i una porció de la regió sinfisària de la mandíbula. L'arrel de l'ullal indica que l'exemplar era masculí. Per a identificar el fòssil, es va comparar amb el contingut amostral d'espècimes contemporanis d'A. afarensis i Australopithecus anamensis. A més, també es va comparar amb homininis més basals com ara Kenyantrop platyops i Australopithecus bahrelghazali.
El fòssil DIK-2-1 fou identificat com a pertanyent a l'espècie A. afarensis per presentar certes característiques mandibulars i dentàries que demarquen l'espècie. Entre aquestes característiques es tenen: la cavitat lateral i el torus. Algunes característiques no acosten l'exemplar DIK-2-1 a A. afarensis, però sí l'aparten d'A.  anamensis, com l'orientació vertical de la regió simfisària, i altres trets d'aquest fòssil el distancien d'A. afarensis, com certs aspectes de la mandíbula. Malgrat això, els investigadors que van identificar el fòssil creuen que la balança entre semblances i diferències afavoreix la identificació com a A. afarensis.
Un altre lloc important per a l'estudi d'A. afarensis és Laetoli, a Tanzània. Hi ha consens que els exemplars de la regió Hadar i de Laetoli són A. afarensis, tanmateix, l'interval de temps entre les mostres d'aquests llocs deixen sense resoldre moltes qüestions relacionades amb l'evolució dels homininis d'aquesta àrea. La variació morfològica entre el conjunt de mostres és tanta que, l'exemplar més antic de Laetoli és més semblant a A. anamensis que el de la mostra més nova d'Hadar. Alguns investigadors creuen que el temps entre Laetoli i Hadar es caracteritza per un gran augment en la diversitat d'homininis. Així, és possible que la variació mandibular trobada en el espècimen DIK-2-1 puga representar una major variació ens els A. afarensis.

## Fauna i paleomediambient
El substrat de Dikika es divideix en quatre membres: el Membre Basal, que correspon als estrats més vells de 3,42 Ma; el Membre Sidi Hakoma, que comprén els estrats de 3,42 Ma a 3,24 Ma; el Membre Denen Dora, de 3,24 Ma a 3,20 Ma; i el Membre Kada Hadar, que va de 3,20 Ma a 2,95 Ma. A més dels exemplars d'ancestrals humans, el jaciment de Dikika presenta també fòssils de grans mamífers abundants en la superfície i inclouen ocurrències freqüents de fragments cranians i altres ossos de diversos ordres, sobretot en els membres Basal i Sidi Hakoma:
- Artiodàctils
  - Giràfids
  - Hipopotàmids
  - Bòvids
  - Súids
- Carnívors
  - Cànids
  - Mangostes
  - Mustèlids
  - Hienes
  - Fèlids
- Perissodàctils
  - Èquids
  - Rinoceronts
- Proboscidis
  - Elefants
  - Dinoteris
- Rosegadors
  - Porcs espins del Vell Món
  - Múrids
  - Trionòmids

La gran diversitat d'espècies de vertebrats, juntament amb anàlisis de la caracterització del sediment i d'estudis amb isòtops estables dels paleosols i dents de mamífers permeten inferir que, al jaciment hi havia una multitud d'ambients, tals com boscos de ribera, boscos extensos i pastures arboritzades amb abundància de recursos hídrics.